# 独山子区
独山子区（どくざんし-く、ウイグル語：مايتاغ رايونى）は、中華人民共和国新疆ウイグル自治区カラマイ市に位置する市轄区。

## 概要
独山子区は天山の北側斜面麓、ジュンガル盆地の南西縁部に位置している。独山子の地名は区内にある独山という山の名前から来ている。独山は他の山と接さず東西にそびえる山の形から、独立した山壁と言う意味である。独山はウイグル語やカザフ語では「マイタク」「マイタオ」と呼ばれ「油山」と言う意味であり、原油が産出すると言うことを示唆している。
ウルムチ市から250km、カラマイ市中心部から150kmの距離にある。総面積400.34平方キロメートル。総人口約8.64万人である。

## 歴史
清代、中華民国時代には独山子はウルムチ県に所属。1897年（光緒3年）、独山子油田の採掘開始。
1936年（民国25年）、ソビエト連邦の技術設備を活用するため、新疆省政府とソ連が共同で独山子煤油厰（石油精製所）を設立。独山子山北側斜面に油田関係技術者の居住区「独山子鉱区」が生まれる。1958年、カラマイ市が成立し、独山子が市内の直轄地区となる。
1982年、独山子区が設立される。1984年にカラマイ市は区制を廃止するも、1990年に区制復活、独山子区も復活した。

## 経済
独山子は中国における石油工業の発祥地の一つ。1897年に石油採掘が始まり、1909年に工業化油井として開業、1936年に独山子煤油厰が設立されるなど、石油加工の歴史が長い。2009年には、1000万トンの石油精製と100万トンのエチレン生産工程が竣工し、中国国内最大規模の精製加工一体施設となっている。2020年には、独山子石化における累計で加工原油710万トン、エチレン生産141万トンとなった。

## 行政区画
3街道を管轄：
- 街道弁事処：金山路街道、西寧路街道、新北区街道

## 交通

### 道路
天山を南北に貫通する独庫公路の起点でもあり、G312国道とG217国道もここで交差する。烏奎高速公路、奎賽高等級公路、奎克高速公路もここを通っている。
- G217国道（独庫公路を含む）：
- 烏奎高速公路（乌奎高速公路）
- 奎賽高等級公路（奎赛高等级公路）
- 奎克高速公路

### 鉄道
- 第2アジア横断鉄道（第二条欧亚铁路）
- 烏精線（乌精铁路）
- 奎北線（奎北铁路）
- 独山子専用鉄道（独山子自用铁路专用线）

## 観光
天山ヘの観光のゲートウェイとなっている。
- 泥火山
- 独山子大峡谷
- 鹿角湾